# Arcas (Cuenca)
Arcas (tot 2013: Arcas del Villar) is een gemeente in de Spaanse provincie Cuenca in de regio Castilië-La Mancha met een oppervlakte van 81 km². Arcas telt 1.643 inwoners (1 januari 2016).

## Demografische ontwikkeling
Bron: INE, 1857-2011: volkstellingen
Opm.: Arcas (tot 2013: Arcas del Villar) ontstond in 1973 door de fusie van de gemeenten Arcas en Villar del Saz de Arcas
Abia de la Obispalía · Alarcón · Albaladejo del Cuende · Albalate de las Nogueras · Albendea · Alcalá de la Vega · Alcantud · Alcázar del Rey · Alcohujate · Alconchel de la Estrella · Algarra · Aliaguilla · Almendros · Almodóvar del Pinar · Almonacid del Marquesado · Altarejos · Arandilla del Arroyo · Arcas · Arcos de la Sierra · Arguisuelas · Arrancacepas · Atalaya del Cañavate · Barajas de Melo · Barchín del Hoyo · Bascuñana de San Pedro · Beamud · Belinchón · Belmonte · Belmontejo · Beteta · Boniches · Buciegas · Buenache de Alarcón · Buenache de la Sierra · Buendía · Campillo de Altobuey · Campillos-Paravientos · Campillos-Sierra · Campos del Paraíso · Cañada del Hoyo · Cañada Juncosa · Canalejas del Arroyo · Cañamares · Cañaveras · Cañaveruelas · Cañete · Cañizares · Carboneras de Guadazaón · Cardenete · Carrascosa · Carrascosa de Haro · Casas de Benítez · Casas de Fernando Alonso · Casas de Garcimolina · Casas de Guijarro · Casas de Haro · Casas de los Pinos · Casasimarro · Castejón · Castillejo de Iniesta · Castillejo-Sierra · Castillo de Garcimuñoz · Castillo-Albaráñez · Cervera del Llano · Chillarón de Cuenca · Chumillas · Cuenca · Cueva del Hierro · El Acebrón · El Cañavate · El Herrumblar · El Hito · El Pedernoso · El Peral · El Picazo · El Pozuelo · El Provencio · El Valle de Altomira · Enguídanos · Fresneda de Altarejos · Fresneda de la Sierra · Fuente de Pedro Naharro · Fuentelespino de Haro · Fuentelespino de Moya · Fuentenava de Jábaga · Fuentes · Fuertescusa · Gabaldón · Garaballa · Gascueña · Graja de Campalbo · Graja de Iniesta · Henarejos · Honrubia · Hontanaya · Hontecillas · Horcajo de Santiago · Huélamo · Huelves · Huérguina · Huerta de la Obispalía · Huerta del Marquesado · Huete · Iniesta · La Alberca de Záncara · La Almarcha · La Cierva · La Frontera · La Hinojosa · La Parra de las Vegas · La Peraleja · La Pesquera · Laguna del Marquesado · Lagunaseca · Landete · Las Majadas · Las Mesas · Las Pedroñeras · Las Valeras · Ledaña · Leganiel · Los Hinojosos · Los Valdecolmenas · Mariana · Masegosa · Minglanilla  · Mira · Monreal del Llano · Montalbanejo · Montalbo · Monteagudo de las Salinas · Mota de Altarejos · Mota del Cuervo · Motilla del Palancar · Moya · Narboneta · Olivares de Júcar · Olmeda de la Cuesta · Olmeda del Rey · Olmedilla de Alarcón · Olmedilla de Eliz · Osa de la Vega · Pajarón · Pajaroncillo · Palomares del Campo · Palomera · Paracuellos · Paredes · Pinarejo · Pineda de Gigüela · Piqueras del Castillo · Portalrubio de Guadamejud · Portilla · Poyatos · Pozoamargo · Pozorrubielos de la Mancha · Pozorrubio de Santiago · Priego · Puebla de Almenara · Puebla del Salvador · Quintanar del Rey · Rada de Haro · Reíllo · Rozalén del Monte · Saceda-Trasierra · Saelices · Salinas del Manzano · Salmeroncillos · Salvacañete · San Clemente · San Lorenzo de la Parrilla · San Martín de Boniches · San Pedro Palmiches · Santa Cruz de Moya · Santa María de los Llanos · Santa María del Campo Rus · Santa María del Val · Sisante · Solera de Gabaldón · Sotorribas · Talayuelas · Tarancón · Tébar · Tejadillos · Tinajas · Torralba · Torrejoncillo del Rey · Torrubia del Campo · Torrubia del Castillo · Tragacete · Tresjuncos · Tribaldos · Uclés · Uña · Valdemeca · Valdemorillo de la Sierra · Valdemoro-Sierra · Valdeolivas · Valdetórtola · Valhermoso de la Fuente · Valsalobre · Valverde de Júcar · Valverdejo · Vara de Rey · Vega del Codorno · Vellisca · Villaconejos de Trabaque · Villaescusa de Haro · Villagarcía del Llano · Villalba de la Sierra · Villalba del Rey · Villalgordo del Marquesado · Villalpardo · Villamayor de Santiago · Villanueva de Guadamejud · Villanueva de la Jara · Villar de Cañas · Villar de Domingo García · Villar de la Encina · Villar de Olalla · Villar del Humo · Villar del Infantado · Villar y Velasco · Villarejo de Fuentes · Villarejo de la Peñuela · Villarejo-Periesteban · Villares del Saz · Villarrubio · Villarta · Villas de la Ventosa · Villaverde y Pasaconsol · Víllora · Vindel · Yémeda · Zafra de Záncara · Zafrilla · Zarza de Tajo · Zarzuela